# 口づけ (オペラ)
『口づけ』（くちづけ、チェコ語: Hubička）は、ベドルジハ・スメタナ作の2幕のチェコ語のオペラ。リブレットの作者は、エリシュカ・クラースノホルスカー。カロリナ・スヴェトラー作の小説をモデルとしている。作曲は、1875年から1876年にかけて行われ、仮劇場で1876年11月7日にアドルフ・チェフの指揮の下、初演された。聴力を失ったスメタナが、失聴後に初めて作曲したオペラである。

## 配役
| 役名                     | 声域           | 初演時のキャスト, 1876年11月7日 (指揮者: アドルフ・チェフ) |
| ------------------------ | -------------- | ---------------------------------------------------------- |
| Paloucký, 小百姓         | バス・バリトン |                                                            |
| Vendulka, Palouckýの娘   | ソプラノ       |                                                            |
| Lukáš, 若い男やもめ      | テノール       |                                                            |
| Tomeš, Lukášの義兄弟     | バリトン       |                                                            |
| Martinka, Vendulkaのおば | コントラルト   |                                                            |
| Matouš, 古参の密輸業者   | バス           |                                                            |
| Barče, 召使の少女        | ソプラノ       |                                                            |
| 国境警備兵               | テノール       |                                                            |

## 梗概

### 第1幕
小百姓であるLukášは、Vendulkaと恋仲になっていた。その若きカップルには不幸なことに、彼の両親は、彼に別の女性と結婚するように強要した。しかし、その妻はその後亡くなってしまう。まだ2人とも若かったことから、Lukášは、過去に付き合っていたVendulkaに求婚するつもりであった。
Vendulkaの父であるPalouckýは、その結婚に反対した。彼が反対した理由は、LukášもVendulkaも強情な性格をしており、この2人はお互いに相いれないカップルにしかならないだろうというものだった。Vendulkaは父の意見に狼狽させられ、そのためPalouckýは一旦反論を諦めた。しかし、彼の不安は残ったままであった。
友人・親族を連れ立って、LukášはPalouckýの家を訪れ、Vendulkaに対する意向を正式に伝えた。Palouckýは、ほとんど何もしゃべることなく、賛成した。その態度は、Lukášをイラつかせた。その若き男やもめはVendulkaにキスするつもりだったが、彼女はそれを避けた。Palouckýは予言したように、2人は既に言い争いを始めていた。Lukášの一族の男の一人の時宜を得た酒宴の歌が、その言い争いを止めた。
LukášとVendulka2人切りになると、彼は再び彼女に口づけしようとするが、前回と同様にはねつけられる。彼女は、結婚するまで彼の口づけを拒否するつもりだった。彼が口づけを強要すると、彼女は彼を家から放り出すと脅した。それに彼はひどく立腹し、家を出て行った。
その後、眠りに落ちているVendulkaは、Palouckýの家の外から聞こえるポルカの音に起こされる。それは、Lukášによるもので、彼は村の娘とポルカを踊り、あまつさえその娘とキスしていた。Vendulkaは、激怒し屈辱を感じた。そして、家を出ることを決意する。

### 第2幕
ボヘミアの開拓地の近くの森で、密輸業者の一団が横になって待っている。Lukášは、以前の自分の振る舞いを後悔し、Vendulkaがしばらく彼の前に現れないことを悲しんでいた。Lukášの義兄弟のTomešは、彼に謝罪するように諭す。彼は、Vendulkaが激しやすい一方で、許しやすい性格であることに気付いていた。彼らが去ると、密輸業者は彼らが耳にしたことについて簡単に話す。Lukášの窮状のことについては笑っていた。彼らは、VendulkaのおばであるMartinkaを待っていた。彼女は、密輸業者たちと商売をしている人物である。
MartinkaがVendulkaを連れ立って現れる。Vendulkaは見るからに不幸な雰囲気をまとっている。しかしながら、密輸業者たちは、さながら視聴者であるかのように、その悲しみがすぐに全て終わるだろうということを知っている。密輸業者たちが去った後、Martinkaは、Vendulkaを家に帰すために尽力する。
次の日の朝、Lukášが友人・親族を連れ立ってMartinkaのコテージに現れる。彼は、Palouckýに対して、自身の彼の娘(Vendulka)に対する振る舞いについて謝罪し、彼女を待っている。彼女が現れると、二人とも大いに喜んだ。彼女は、彼に向って駆け寄るが、彼は最初に許しを請う。彼女が、彼を許すと、2人はついに口づけをする。

## 録音
- Pro Arte 3PAL-3005 (US issue): Eduard Haken, Eva Děpoltová, Leo Marian Vodička, Václav Zítek, Libuše Márová, Karel Hanus, Božena Effenberková, Zdeněk Jankovský; Brno Janáček Opera Orchestra and Chorus; František Vajnar (conductor)[1]
- Rediffusion Heritage Collection HCNL 8006, Soloists,Prague National Theatre, Zdenek Chalabala ( conductor ) 1977

## 参照
脚注
1. ↑  Fogel, Henry (1984). “The Kiss. Bedřich Smetana”. The Opera Quarterly 2 (1):  183–184. doi:10.1093/oq/2.1.183 2007年10月17日閲覧。.

文献
- Earl of Harewood, ed. The New Kobbé's Complete Opera Book. New York: G.P. Putnam's Sons, 1976. ISBN 0-370-10020-4
- Warrack, John and West, Ewan, The Oxford Dictionary of Opera New York: OUP: 1992 ISBN 0-19-869164-5